# Lakitan Tengah
Lakitan Tengah is een bestuurslaag in het regentschap Zuid-Pesisir van de provincie West-Sumatra, Indonesië. Lakitan Tengah telt 4047 inwoners (volkstelling 2010).